# Dumfries

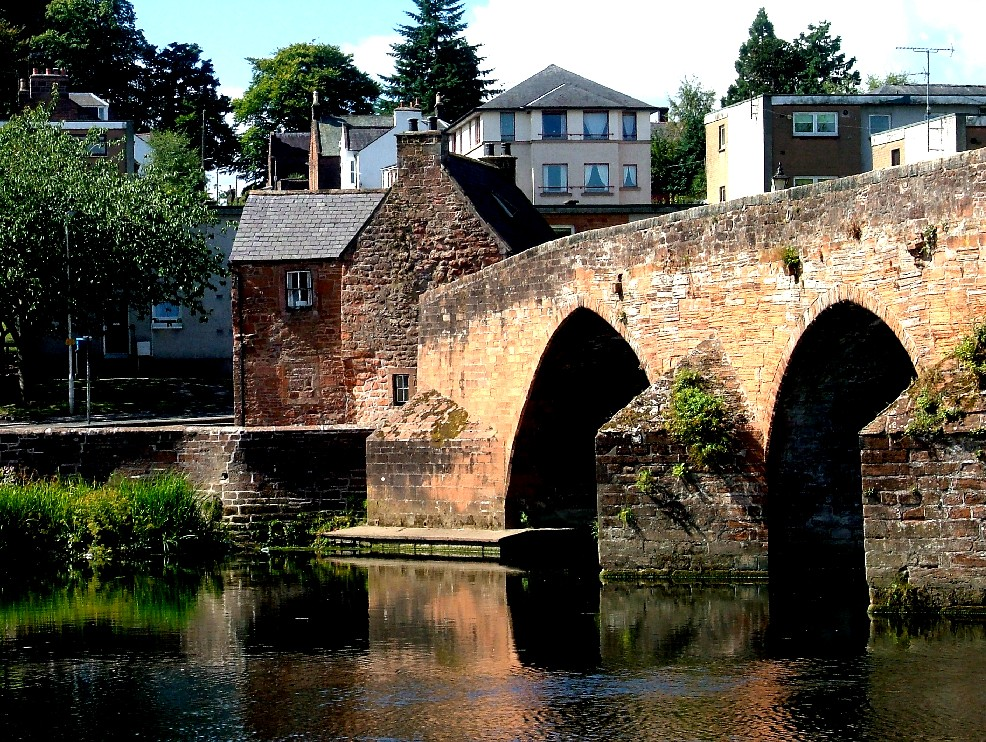
Most Devorgilla w Dumfries

Dumfries (wym. /dʌmˈfriːs/; gael. Dùn Phris lub Druim Phris) − miasto w Szkocji, ośrodek administracyjny jednostki Dumfries and Galloway, historyczna stolica hrabstwa Dumfriesshire. Miejscowość położona jest nad rzeką Nith, nieopodal zatoki Solway Firth.
W mieście rozwinął się przemysł chemiczny oraz włókienniczy.

## Miasta partnerskie
- Annapolis, USA
- Gifhorn, Niemcy
- Pasawa, Niemcy
- Cantù, Włochy